# Iraans Filmfestival

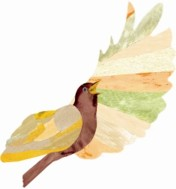
Logo van het Iraans Filmfestival 2007

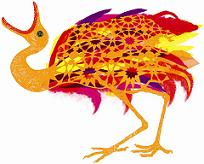
Logo van het Iraans Filmfestival 2008

Het Iraans Filmfestival (afgekort IFF) was een filmfestival dat van 2006 tot 2009 jaarlijks werd gehouden in Nederland. In 2007 en 2008 vond het festival plaats in respectievelijk Utrecht en Rotterdam, in 2009 vond het festival plaats in De Fabriek in Zaandam. Het filmfestival werd opgericht door Parwin Roghyeh Mirrahimy.

## Opzet
Het Iraans Filmfestival richtte zich vooral op de (beeld)cultuur van (hedendaags) Iran. Op het festival werden diverse films vertoond. De filmmakers waren veelal jonge, bevlogen, onafhankelijke filmmakers uit Iran die hun visie gaven op Iran of vanuit Iraans oogpunt. De films gaan in op de politieke en maatschappelijke aspecten van Iran, maar werden ook afgewisseld met films als muziekvideoclips en kinderfilms.
Het filmfestival duurde in 2006 één dag, maar werd in 2007 wegens succes en het aantal bezoekers uitgebreid naar drie dagen.
Het Iraans Filmfestival was een initiatief van een onafhankelijke organisatie, die samenwerkt met onafhankelijke filmmakers, distributeurs en productiemaatschappijen uit Iran. Op deze wijze had de organisatie vrijheid in de samenstelling van het programma.

## Programmaonderdelen
Het festivalprogramma bestond uit speelfilms, documentaires, maar ook animatiefilms en videoclips. Ook vonden op het festival discussies plaats met bijvoorbeeld de regisseur van de film, een talkshow, muziekoptredens en fototentoonstellingen.
Voorbeelden van films en documentaires vertoond op het festival zijn: Children of Heaven (Majid Majidi, 1997), Nose, Iranian Style (Mehrdad Oskouei, 2005), “It’s Always late for freedom” (Mehrdad Oskouei, 2006), “Navel” (Mohammad Shirvani, 2004), "Do you have another apple?" (Bayram Fazli, 2006), "Persepolis" (Marjane Satrapi / Vincent Paronnaud, 2007).
Enkele films op het programma waren omstreden in Iran zelf, zoals "20 Fingers" (Mania Akbari, 2004) en "Mainline" (Rakhshan Bani-Etemad en Moshen Abdolvahab, 2006).